# Push To Talk
PTT är även en förkortning för det franska postverket, Postes, télégraphes et téléphones.
Push To Talk (PTT), snabbsamtal eller direktsamtal är en funktion inom mobiltelefoni som kan liknas vid komradio. Det möjliggör kommunikation med en person eller en grupp av personer genom att sända direktmeddelanden som talas in när en knapp hålls in eller luren lyfts. Kommunikationen kan ske i halv duplex eller full duplex.